# Venezia Football Club 2023-2024
Questa voce raccoglie le informazioni riguardanti il Venezia Football Club nelle competizioni ufficiali della stagione 2023-2024

## Stagione

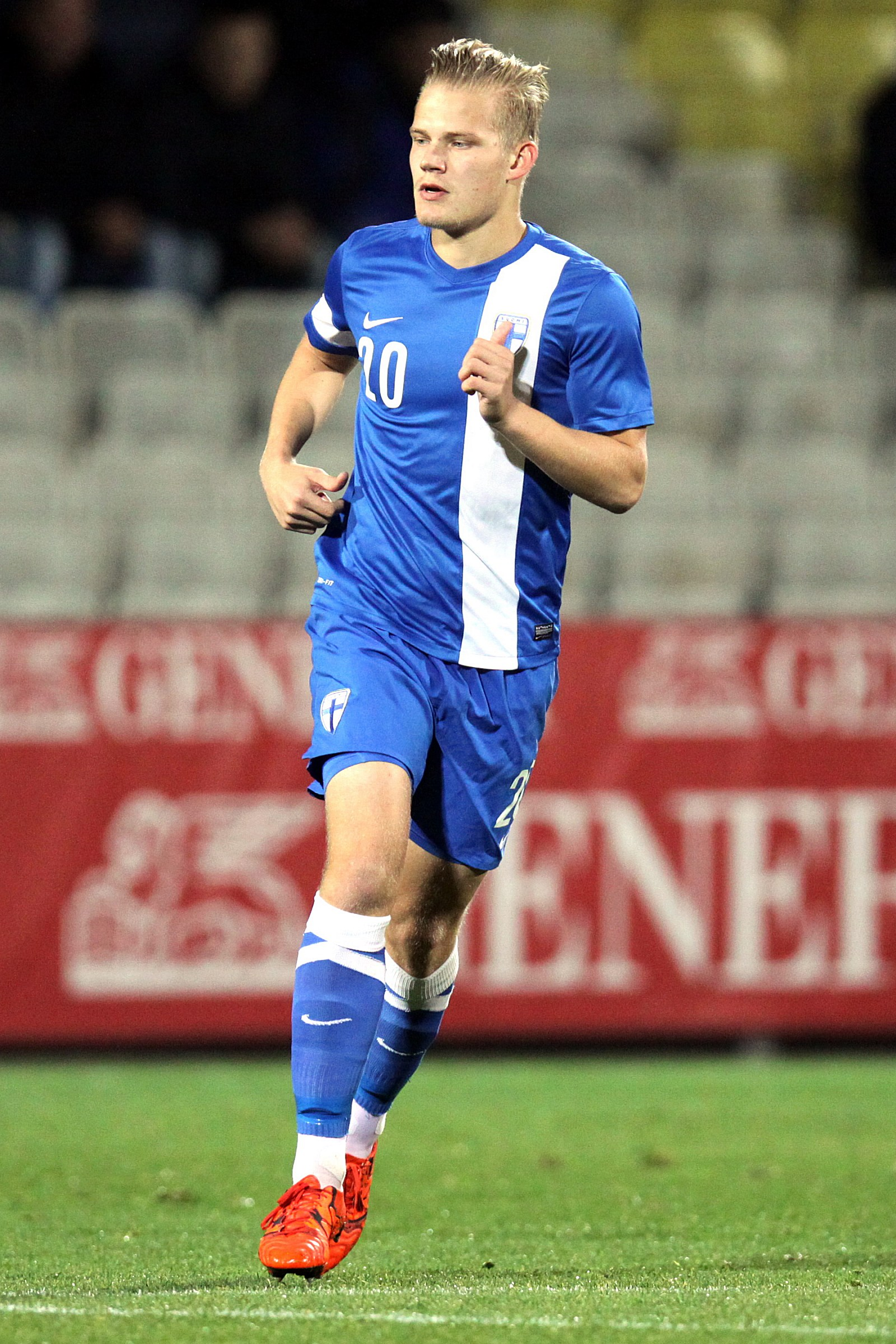
Joel Pohjanpalo, capocannoniere del campionato e protagonista della promozione

Dopo il finale di stagione dello scorso campionato chiuso in crescendo arrivando all'ottavo posto, ma nel complesso deludente, il Venezia conferma buona parte della rosa. Salutano la squadra lagunare Niki Mäenpää, Andrija Novakovich e Luca Ceppitelli. In entrata vengono ingaggiati Jay Idzes a parametro zero, dal Cagliari Nunzio Lella a titolo definitivo e Giorgio Altare in prestito, Christian Gytkjaer dal Monza e Marco Olivieri in prestito dalla Juve Next Gen. Solo Marin Sverko viene riscattato dai prestiti della stagione precedente. La prima gara ufficiale viene disputata il 14 agosto allo stadio Orogel-Dino Manuzzi contro lo Spezia valevole per il primo turno di Coppa Italia, conclusa con il risultato di 6-5 per i liguri dopo i calci di rigore (2-2 nei supplementari). L'esordio in campionato avviene invece sei giorni più tardi in casa contro il Como, battuto nettamente per 3-0. Nelle prime sei giornate (autorevole la vittoria per 1-2 allo Stadio Luigi Ferraris contro la Sampdoria grazie alla decisiva punizione di Tessmann) il Venezia rimane nelle prime posizioni e non subisce alcuna sconfitta. Il primo ko giunge alla 7ª giornata in casa contro il Palermo (1-3), ma in compenso arrivano sette vittorie nelle otto successive partite che portano la squadra allenata da Paolo Vanoli a duellare con il Parma per la vetta della Serie B. Prima della pausa invernale, arriva però un serio momento di flessione per i Lagunari che incappano in due sconfitte consecutive contro la Cremonese allo Stadio Giovanni Zini per 1-0, e in casa contro il Südtirol per 2-3. I due successivi pareggi contro le neo-promosse Lecco e Feralpisalò, fanno, comunque sia, chiudere un più che positivo girone di andata del Venezia al secondo posto in classifica a quota 35 punti, alla pari del Como, sei punti distanti dal Parma capolista. 
Il girone di ritorno si apre con una vittoria del Venezia: un 5-3 pirotecnico allo Stadio Pier Luigi Penzo contro la Sampdoria grazie a una tripletta di Pohjanpalo. Dopo la pesante sconfitta esterna con il Cosenza per 4-2, il Venezia si rialza subito il sabato successivo battendo la Ternana nella nebbia grazie a un goal di Busio a sei minuti dal termine facendo rimanere il Venezia nelle primissime posizioni. Nel frattempo però, nel calciomercato invernale, il Venezia cede a titolo definitivo l'attaccante norvegese Johnsen alla Cremonese, una delle dirette rivali per la promozione in Serie A, senza poterlo neanche sostituire visto il ban comminato da parte della FIFA a causa del mancato pagamento di una rata dell'acquisto di Cuisance dal Bayern Monaco. In meno di un mese arriverà un altro ban alla società del presidente Niederauer, seppur di minore entità, causato questa volta dal mancato pagamento di una rata al Leuven, relativo all'acquisto di Henry nel 2021. Tornando al calcio giocato, i Lagunari subiscono una bruciante sconfitta allo Stadio Ennio Tardini contro il Parma con una rete arrivata al 100' di Camara che porta i veneti a -7 dalla vetta occupata dagli stessi emiliani. Il Venezia riparte nella successiva giornata con la vittoria allo Stadio Druso contro il Südtirol (0-3, doppietta di Pohjanpalo) e con una serie di risultati utili (tra cui la vittoria per 1-2 contro il Pisa allo Stadio Arena Garibaldi-Romeo Anconetani grazie a un'incredibile sforbiciata al 92' di Olivieri che riporta nuovamente il Venezia al secondo posto solitario in classifica, valevole per la promozione diretta in Serie A. La sconfitta contro il Como allo Stadio Giuseppe Sinigaglia, con un gol subito al 90' e segnato da Cutrone, porta il Venezia al 4º posto, scavalcato dallo stesso Como e dalla Cremonese al 2º posto. Intanto, Pohjanpalo vince il premio di MVP di febbraio, mese dove l'attaccante finlandese ha segnato ben sei gol in cinque match. Gli arancioneroverdi, prima della pausa legata alle Nazionali, grazie alle vittorie in casa contro il Bari (3-1) e allo Stadio Renzo Barbera battendo il Palermo (0-3, doppietta di Pohjanpalo, ritornano al secondo posto in classifica, sfruttando anche la sconfitta della Cremonese allo Stadio Druso contro il Südtirol per 3-0; a 8 giornate dal termine, il Venezia è secondo a 8 punti dal Parma, e conserva un punto di vantaggio sulla Cremonese e due sul Como. 
Dopo la pausa, il Venezia subisce una brusca frenata nelle proprie ambizioni di Serie A diretta perdendo in casa contro la Reggiana e pareggiando successivamente in casa dell'Ascoli. Le successive tre vittorie consecutive rianimano i lagunari (compreso il 2-1 casalingo sulla diretta rivale Cremonese) che si portano a solo un punto dal Como, secondo, a tre giornate dalla fine della stagione regolare. Alla terzultima giornata, complice un rocambolesco 3-2 subito dagli arancioneroverdi nella trasferta contro il neo-promosso Catanzaro, e la vittoria in contemporanea del Como sul Cittadella, i lariani si portano a +4 sul Venezia in classifica. Però, nel turno successivo, la doppietta di Pohjanpalo (alla fine capocannoniere della stagione della Serie B con 22 reti) nel successo contro la Feralpisalò, porta l'ultima speranza di promozione diretta per i lagunari che vanno a -2 dal Como in classifica che non va oltre il pareggio in casa del Modena. Nell'ultima giornata, seppur i lombardi pareggino 1-1 al Sinigaglia contro un Cosenza che non era più in lotta per nessun obiettivo, il Venezia perde al Picco contro lo Spezia per 2-1, risultato che manda di conseguenza in Serie A dopo 22 anni di assenza i lariani con il Parma, e ai Play-off, da terzi classificati, i lagunari. 
Il terzo posto comporta quindi l'accesso alla semifinale contro il Palermo: l'andata allo Stadio Renzo Barbera viene decisa da una rete segnata da Pierini,, mentre al ritorno allo Stadio Pier Luigi Penzo le segnature nel primo tempo di Tessmann e Candela (alla prima marcatura stagionale) assicurano la finale con la vittoria per 2-1. La finale è contro la Cremonese, uscita vincitrice dalla semifinale contro il neopromosso Catanzaro. L'andata, giocata il 30 maggio allo Stadio Giovanni Zini, finisce con un pareggio a reti bianche. Il ritorno, giocato il 2 giugno 2024 in uno stadio Stadio Pier Luigi Penzo sold-out, i lombardi sono costretti alla vittoria, ma è il Venezia a vincere con una rete segnata da Gytkjær al 24', sancendo il ritorno in massima serie degli arancioneroverdi dopo due anni di cadetteria.

## Divise e sponsor
Il fornitore di materiale rimane Robe di Kappa.
| Casa | Trasferta | Terza divisa |

## Organigramma societario
- Presidente: Duncan Niederauer
- Direttore sportivo e Direttore Generale: Filippo Antonelli
- Direttore tecnico: Cristian Molinaro
- Direttore Commerciale: Gianluca Santaniello
- Membro del consiglio: Iván Córdoba
- Membro del consiglio: John Goldman
- Membro del consiglio: Ricky Nardis
- Membro del consiglio: Andrea Rogg
- Membro del consiglio: John Tapinis

Area tecnica
- Allenatore: Paolo Vanoli
- Vice Allenatore: Lino Filipe Neves Godinho
- Assistente tecnico: Francesco Bordin
- Preparatore Portieri: Marco Zuccher
- Preparatore atletico: Giampiero Ascenzi
- Preparatore atletico: Andrea Disderi

## Rosa
Rosa e numerazione aggiornata al 1 febbraio 2024.
| N. |                                 | Ruolo | Calciatore              |
| -- | ------------------------------- | ----- | ----------------------- |
| 1  | Finlandia (bandiera)            | P     | Jesse Joronen           |
| 4  | Indonesia (bandiera)            | D     | Jay Idzes               |
| 6  | Stati Uniti (bandiera)          | C     | Gianluca Busio          |
| 7  | Italia (bandiera)               | D     | Francesco Zampano       |
| 8  | Stati Uniti (bandiera)          | C     | Tanner Tessmann         |
| 9  | Danimarca (bandiera)            | A     | Christian Gytkjær       |
| 10 | Italia (bandiera)               | A     | Nicholas Pierini        |
| 12 | Brasile (bandiera)              | P     | Bruno Bertinato         |
| 13 | Italia (bandiera)               | D     | Marco Modolo (capitano) |
| 15 | Italia (bandiera)               | D     | Giorgio Altare          |
| 18 | Bosnia ed Erzegovina (bandiera) | C     | Mato Jajalo             |
| 19 | Islanda (bandiera)              | C     | Bjarki Steinn Bjarkason |
| 20 | Finlandia (bandiera)            | A     | Joel Pohjanpalo         |

| N. |                      | Ruolo | Calciatore              |
| -- | -------------------- | ----- | ----------------------- |
| 21 | Russia (bandiera)    | C     | Denis Čeryšev           |
| 23 | Italia (bandiera)    | P     | Matteo Grandi           |
| 24 | Italia (bandiera)    | C     | Nunzio Lella            |
| 25 | Francia (bandiera)   | D     | Ali Dembélé             |
| 27 | Italia (bandiera)    | D     | Antonio Candela         |
| 30 | Austria (bandiera)   | D     | Michael Svoboda         |
| 31 | Austria (bandiera)   | D     | Maximilian Ullmann      |
| 33 | Croazia (bandiera)   | D     | Marin Šverko            |
| 38 | Danimarca (bandiera) | C     | Magnus Kofod Andersen   |
| 60 | Italia (bandiera)    | D     | Lorenzo Busato          |
| 67 | Svezia (bandiera)    | C     | Amin Boudri             |
| 77 | Islanda (bandiera)   | C     | Mikael Egill Ellertsson |
| 99 | Italia (bandiera)    | A     | Marco Olivieri          |

## Calciomercato

### Sessione estiva (dall'1/7 al 1/9)
| Acquisti         | Acquisti              | Acquisti           | Acquisti      |
| R.               | Nome                  | da                 | Modalità      |
| ---------------- | --------------------- | ------------------ | ------------- |
| D                | Sverko                | Groningen          | definitivo    |
| A                | Gytkjaer              | Monza              | definitivo    |
| D                | Jay Idzes             | Go Ahead Eagles    | definitivo    |
| P                | Matteo Grandi         | San Giuliano       | definitivo    |
| C                | Nunzio Lella          | Cagliari           | definitivo    |
| D                | Giorgio Altare        | Cagliari           | definitivo    |
| A                | Marco Olivieri        | Juventus Next Gen  | definitivo    |
| Altre operazioni |                       |                    |               |
| R.               | Nome                  | da                 | Modalità      |
| D                | Harvey St Clair       | Vis Pesaro         | fine prestito |
| C                | Michaël Cuisance      | Sampdoria          | fine prestito |
| D                | Pietro Ceccaroni      | Lecce              | fine prestito |
| C                | Domen Crnigoj         | Salernitana        | fine prestito |
| D                | Ridgeciano Haps       | Genoa              | fine prestito |
| C                | Luca Fiordilino       | Sudtirol           | fine prestito |
| D                | Maximilian Ullmann    | Magdeburgo         | fine prestito |
| A                | Óttar Magnús Karlsson | Virtus Francavilla | fine prestito |
| C                | Jack de Vries         | KTP                | fine prestito |
| C                | Bjarki Bjarkason      | Foggia             | fine prestito |
| C                | Damiano Pecile        | KTP                | fine prestito |
| C                | Aaron Kacinari        | KS Kastrioti       | fine prestito |
| C                | Domenico Rossi        | Pro Patria         | fine prestito |
| A                | Jay Enem              | Vis Pesaro         | fine prestito |
| P                | Riccardo Pigozzo      | Arzignano          | fine prestito |

| Cessioni         | Cessioni              | Cessioni      | Cessioni      |
| R.               | Nome                  | a             | Modalità      |
| ---------------- | --------------------- | ------------- | ------------- |
| A                | Mattia Aramu          | Genoa         | definitivo    |
| D                | Pietro Ceccaroni      | Palermo       | definitivo    |
| D                | Luca Ceppitelli       | Feralpisalò   | gratuito      |
| P                | Niki Mäenpää          | HJK           | gratuito      |
| A                | Andrija Novakovich    | Lecco         | prestito      |
| D                | Andrea Carboni        | Monza         | fine prestito |
| C                | Riccardo Ciervo       | Sassuolo      | fine prestito |
| C                | Tommaso Milanese      | Cremonese     | fine prestito |
| D                | Petko Hristov         | Spezia        | fine prestito |
| D                | Andrea Beghetto       | Pisa          | fine prestito |
| D                | Ridgeciano Haps       | Genoa         | prestito      |
| C                | Luca Fiordilino       | Feralpisalò   | prestito      |
| Altre operazioni |                       |               |               |
| P                | Riccardo Pigozzo      | Arzignano     | prestito      |
| C                | Aaron Kacinari        | Triestina     | gratuito      |
| C                | Patrick Leal          | Revolution II | definitivo    |
| A                | Daishawn Redan        | Triestina     | prestito      |
| P                | Filippo Neri          | Vis Pesaro    | prestito      |
| A                | Babacar Diop          | Vis Pesaro    | prestito      |
| C                | Mikael Törset Johnsen | svincolato    | rescissione   |
| C                | Domenico Rossi        | svincolato    | rescissione   |
| C                | Harvey St Clair       | svincolato    | rescissione   |
| C                | Lorenzo Da Pozzo      | Vis Pesaro    | prestito      |
| C                | Jack de Vries         | Vis Pesaro    | prestito      |

## Risultati

### Serie B

#### Girone di andata
| Arbitro: | Pezzuto (Lecce) |

|                                 |           |  |
| Pierini 19’, 32’ Pohjanpalo 54’ | Marcatori |  |

| Arbitro: | Bonacina (Bergamo) |

|             |           |          |
| Pierini 54’ | Marcatori | 38’ Voca |

| Arbitro: | Minelli (Varese) |

|             |           |                          |
| Pedrola 46’ | Marcatori | 76’ Gytkjær 89’ Tessmann |

| Cittadella 3 settembre 2023, ore 20:45 CEST 4ª giornata | Cittadella         | 0 – 0 referto | Venezia | Stadio Piercesare Tombolato (5 283 spett.)\| Arbitro: \| Monaldi (Macerata) \| |
| Arbitro:                                                | Monaldi (Macerata) |               |         |                                                                                |

| Arbitro: | Fourneau (Roma 1) |

|                |           |  |
| Pohjanpalo 56’ | Marcatori |  |

| Brescia 23 settembre 2023, ore 14:00 CEST 6ª giornata | Brescia          | 0 – 0 referto | Venezia | Stadio Mario Rigamonti (0 spett.)\| Arbitro: \| Zufferli (Udine) \| |
| Arbitro:                                              | Zufferli (Udine) |               |         |                                                                     |

| Arbitro: | Baroni (Firenze) |

|                  |           |                               |
| Pohjanpalo 45+5’ | Marcatori | 9’ (rig.), 62’, 90+2’ Brunori |

| Arbitro: | Tremolada (Monza) |

|              |           |                                      |
| Bonfanti 48’ | Marcatori | 55’ Altare 76’ Gytkjær 83’ Bjarkason |

| Arbitro: | Minelli (Varese) |

|                                       |           |                                   |
| Busio 46’ Tessmann 63’ Ellertsson 78’ | Marcatori | 54’ (rig.) Benedyczak 90+3’ Čolak |

| Arbitro: | Rutella (Enna) |

|           |           |  |
| Gondo 47’ | Marcatori |  |

| Arbitro: | Ghersini (Genova) |

|                         |           |                  |
| Pierini 31’ Johnsen 74’ | Marcatori | 6’ (rig.) Valoti |

| Arbitro: | Mariani (Aprilia) |

|  |           |           |
|  | Marcatori | 74’ Busio |

| Arbitro: | Santoro (Messina) |

|                                     |           |           |
| Pohjanpalo 25’ (rig.) Johnsen 45+1’ | Marcatori | 40’ Ghion |

| Arbitro: | Collu (Cagliari) |

|  |           |                                        |
|  | Marcatori | 30’ Pierini 90’ Tessmann 90+7’ Dembélé |

| Arbitro: | Ayroldi (Molfetta) |

|                             |           |            |
| Gytkjær 26’, 89’ Altare 30’ | Marcatori | 47’ Masini |

| Arbitro: | Giua (Olbia) |

|               |           |  |
| Ravanelli 80’ | Marcatori |  |

| Arbitro: | Tremolada (Monza) |

|                           |           |                                          |
| Gytkjær 13’, 45+5’ (rig.) | Marcatori | 9’ Rauti 52’ Merkaj 76’ (rig.) Casiraghi |

| Arbitro: | Cosso (Reggio Calabria) |

|                          |           |                              |
| Johnsen 57’ Tessmann 60’ | Marcatori | 21’ (rig.) Lepore 71’ Ioniță |

| Arbitro: | Santoro (Messina) |

|                    |           |                                    |
| Compagnon 38’, 54’ | Marcatori | 45+2’ (rig.) Pohjanpalo 75’ Altare |

#### Girone di ritorno
| Arbitro: | Dionisi (L'Aquila) |

|                                                          |           |                                          |
| Pohjanpalo 16’, 36’ (rig.), 58’ Busio 74’ Ellertsson 77’ | Marcatori | 30’ L. Benedetti 65’ De Luca 71’ Depaoli |

| Arbitro: | Volpi (Arezzo) |

|                                 |           |                       |
| Tutino 10’, 21’, 81’ Marras 19’ | Marcatori | 24’ Busio 87’ Gytkjær |

| Arbitro: | Fabbri (Ravenna) |

|           |           |  |
| Busio 84’ | Marcatori |  |

| Arbitro: | Marchetti (Ostia Lido) |

|                           |           |                |
| Mihăilă 21’ Camara 90+10’ | Marcatori | 26’ Pohjanpalo |

| Arbitro: | Minelli (Varese) |

|  |           |                                   |
|  | Marcatori | 12’, 90+3’ Pohjanpalo 81’ Zampano |

| Arbitro: | Marinelli (Tivoli) |

|                              |           |                       |
| Pohjanpalo 45+5’ (rig.), 71’ | Marcatori | 61’ Gerli 77’ Palumbo |

| Arbitro: | Cosso (Reggio Calabria) |

|                 |           |                               |
| N. Bonfanti 68’ | Marcatori | 62’ Pohjanpalo 90+2’ Olivieri |

| Arbitro: | Perenzoni (Rovereto) |

|                          |           |  |
| Gytkjær 3’ Bjarkason 74’ | Marcatori |  |

| Arbitro: | Zufferli (Udine) |

|                         |           |                |
| Verdi 38’ Cutrone 90+1’ | Marcatori | 40’ Pohjanpalo |

| Arbitro: | Prontera (Bologna) |

|                                      |           |            |
| Gytkjær 3’ Altare 15’ Pohjanpalo 90’ | Marcatori | 37’ Pușcaș |

| Arbitro: | Doveri (Roma) |

|  |           |                                   |
|  | Marcatori | 18’, 30’ Pohjanpalo 90+2’ Gytkjær |

| Arbitro: | Di Marco (Ciampino) |

|                          |           |                                                  |
| Busio 20’ Pohjanpalo 33’ | Marcatori | 45+1’ Portanova 50’ (aut.) Altare 65’ Pieragnolo |

| Ascoli Piceno 7 aprile 2024, ore 16:15 CEST 32ª giornata | Ascoli          | 0 – 0 referto | Venezia | Stadio Cino e Lillo Del Duca (6 896 spett.)\| Arbitro: \| Pezzuto (Lecce) \| |
| Arbitro:                                                 | Pezzuto (Lecce) |               |         |                                                                              |

| Arbitro: | Baroni (Firenze) |

|                   |           |  |
| Tessmann 20’, 90’ | Marcatori |  |

| Arbitro: | Marcenaro (Genova) |

|          |           |                          |
| Buso 22’ | Marcatori | 58’ Pohjanpalo 60’ Busio |

| Arbitro: | Marinelli (Tivoli) |

|                           |           |             |
| Gytkjær 48’ Bjarkason 76’ | Marcatori | 24’ Vázquez |

| Arbitro: | Ayroldi (Molfetta) |

|                                        |           |                |
| Pontisso 3’ Iemmello 59’, 90+6’ (rig.) | Marcatori | 14’, 55’ Idzes |

| Arbitro: | Fabbri (Ravenna) |

|                       |           |               |
| Pohjanpalo 60’, 90+3’ | Marcatori | 83’ Compagnon |

| Arbitro: | La Penna (Roma) |

|                          |           |           |
| F. Esposito 56’ Reca 61’ | Marcatori | 17’ Idzes |

#### Play-off
| Arbitro: | Giua (Olbia) |

|  |           |             |
|  | Marcatori | 62’ Pierini |

| Arbitro: | Pairetto (Nichelino) |

|                         |           |                    |
| Tessmann 4’ Candela 43’ | Marcatori | 86’ (aut.) Svoboda |

| Cremona 30 maggio 2024, ore 20:30 CEST Finale - Andata | Cremonese      | 0 – 0 referto | Venezia | Stadio Giovanni Zini (12 890 spett.)\| Arbitro: \| Colombo (Como) \| |
| Arbitro:                                               | Colombo (Como) |               |         |                                                                      |

| Arbitro: | Sozza (Seregno) |

|             |           |  |
| Gytkjær 24’ | Marcatori |  |

### Coppa Italia

#### Turni eliminatori
| Arbitro: | Baroni (Firenze) |

|                                                 |                      |                                          |
| Antonucci 19’ L. Moro 60’ (rig.)                | Marcatori            | 54’ Pohjanpalo 81’ (rig.) Gytkjær        |
| Krollis F. Esposito Sal. Esposito Kouda Bastoni | Tiri di rigore 4 – 3 | Pohjanpalo Čeryšev Gytkjær Busio Zampano |

## Statistiche

### Statistiche di squadra
| Competizione | Punti | In casa | In casa | In casa | In casa | In casa | In casa | In trasferta | In trasferta | In trasferta | In trasferta | In trasferta | In trasferta | Totale | Totale | Totale | Totale | Totale | Totale | DR  |
| Competizione | Punti | G       | V       | N       | P       | Gf      | Gs      | G            | V            | N            | P            | Gf           | Gs           | G      | V      | N      | P      | Gf     | Gs     | DR  |
| ------------ | ----- | ------- | ------- | ------- | ------- | ------- | ------- | ------------ | ------------ | ------------ | ------------ | ------------ | ------------ | ------ | ------ | ------ | ------ | ------ | ------ | --- |
| Serie B      | 70    | 19      | 13      | 3       | 3       | 41      | 25      | 19           | 8            | 4            | 7            | 28           | 21           | 38     | 21     | 7      | 10     | 69     | 46     | +23 |
| Play-off     | -     | 2       | 2       | 0       | 0       | 3       | 1       | 2            | 1            | 1            | 0            | 1            | 0            | 4      | 3      | 1      | 0      | 4      | 1      | +3  |
| Coppa Italia | -     | 0       | 0       | 0       | 0       | 0       | 0       | 1            | 0            | 1            | 0            | 2            | 2            | 1      | 0      | 1      | 0      | 2      | 2      | 0   |
| Totale       | -     | 21      | 15      | 3       | 3       | 44      | 26      | 22           | 9            | 6            | 7            | 31           | 23           | 43     | 24     | 9      | 10     | 75     | 49     | +26 |

### Andamento in campionato
| Giornata  | 1 | 2 | 3 | 4 | 5 | 6 | 7 | 8 | 9 | 10 | 11 | 12 | 13 | 14 | 15 | 16 | 17 | 18 | 19 | 20 | 21 | 22 | 23 | 24 | 25 | 26 | 27 | 28 | 29 | 30 | 31 | 32 | 33 | 34 | 35 | 36 | 37 | 38 |
| --------- | - | - | - | - | - | - | - | - | - | -- | -- | -- | -- | -- | -- | -- | -- | -- | -- | -- | -- | -- | -- | -- | -- | -- | -- | -- | -- | -- | -- | -- | -- | -- | -- | -- | -- | -- |
| Luogo     | C | C | T | T | C | T | C | T | C | T  | C  | T  | C  | T  | C  | T  | C  | C  | T  | C  | T  | C  | T  | T  | C  | T  | C  | T  | C  | T  | C  | T  | C  | T  | C  | T  | C  | T  |
| Risultato | V | N | V | N | V | N | P | V | V | P  | V  | V  | V  | V  | V  | P  | P  | N  | N  | V  | P  | V  | P  | V  | N  | V  | V  | P  | V  | V  | P  | N  | V  | V  | V  | P  | V  | P  |
| Posizione | 1 | 2 | 2 | 4 | 2 | 2 | 5 | 3 | 3 | 4  | 3  | 2  | 2  | 1  | 1  | 2  | 2  | 2  | 2  | 2  | 4  | 3  | 4  | 4  | 4  | 2  | 2  | 4  | 3  | 2  | 3  | 4  | 3  | 3  | 3  | 3  | 3  | 3  |

Fonte:  Serie B – Classifica, su legab.it.
Legenda:

Luogo: C = Casa; T = Trasferta. Risultato: R = Rinviata; V = Vittoria; N = Pareggio; P = Sconfitta.

### Statistiche dei giocatori
Sono in corsivo i calciatori che hanno lasciato la società a stagione in corso.
| Giocatore     | Serie B+play-off | Serie B+play-off | Serie B+play-off | Serie B+play-off | Coppa Italia | Coppa Italia | Coppa Italia | Coppa Italia | Totale   | Totale | Totale      | Totale     |
| Giocatore     | Presenze         | Reti             | Ammonizioni      | Espulsioni       | Presenze     | Reti         | Ammonizioni  | Espulsioni   | Presenze | Reti   | Ammonizioni | Espulsioni |
| ------------- | ---------------- | ---------------- | ---------------- | ---------------- | ------------ | ------------ | ------------ | ------------ | -------- | ------ | ----------- | ---------- |
| M. Andersen   | 20+3             | 0                | 0                | 0                | 1            | 0            | 0            | 0            | 24       | 0      | 0           | 0          |
| B. Bertinato  | 9                | -10              | 1                | 0                | 0            | 0            | 0            | 0            | 9        | -10    | 1           | 0          |
| B. Bjarkason  | 32+3             | 3                | 0+1              | 1                | 1            | 0            | 0            | 0            | 36       | 3      | 1           | 1          |
| L. Busato     | 2                | 0                | 0                | 0                | 0            | 0            | 0            | 0            | 2        | 0      | 0           | 0          |
| G. Busio      | 37+4             | 7                | 3+1              | 0                | 1            | 0            | 0            | 0            | 42       | 7      | 4           | 0          |
| A. Candela    | 36+4             | 0+1              | 5+2              | 0                | 1            | 0            | 0            | 0            | 41       | 1      | 7           | 0          |
| D. Čeryšev    | 9                | 0                | 1                | 0                | 1            | 0            | 0            | 0            | 10       | 0      | 1           | 0          |
| A. Dembélé    | 14+2             | 1                | 3                | 0                | 0            | 0            | 0            | 0            | 16       | 1      | 3           | 0          |
| M. Ellertsson | 35+2             | 2                | 5                | 0                | 1            | 0            | 0            | 0            | 38       | 2      | 5           | 0          |
| L. Fiordilino | 0                | 0                | 0                | 0                | 1            | 0            | 0            | 0            | 1        | 0      | 0           | 0          |
| C. Gytkjær    | 38+4             | 11+1             | 1                | 0                | 1            | 1            | 0            | 0            | 43       | 13     | 1           | 0          |
| J. Idzes      | 24+4             | 3                | 1+2              | 0                | 1            | 0            | 1            | 0            | 29       | 3      | 4           | 0          |
| M. Jajalo     | 15+1             | 0                | 2                | 0                | 0            | 0            | 0            | 0            | 16       | 0      | 2           | 0          |
| D. Johnsen    | 21               | 3                | 4                | 0                | 1            | 0            | 0            | 0            | 22       | 3      | 4           | 0          |
| J. Joronen    | 29+4             | -36+-1           | 1+1              | 0                | 1            | -2           | 0            | 0            | 34       | -39    | 2           | 0          |
| N. Lella      | 20+4             | 0                | 3+1              | 0                | 0            | 0            | 0            | 0            | 24       | 0      | 4           | 0          |
| M. Modolo     | 10               | 0                | 0                | 0                | 1            | 0            | 0            | 0            | 11       | 0      | 0           | 0          |
| M. Olivieri   | 19+3             | 1                | 2                | 1                | 0            | 0            | 0            | 0            | 22       | 1      | 2           | 1          |
| N. Pierini    | 38+4             | 5+1              | 1                | 0                | 1            | 0            | 0            | 0            | 43       | 6      | 1           | 0          |
| J. Pohjanpalo | 32+4             | 22               | 2                | 0                | 1            | 1            | 0            | 0            | 37       | 23     | 2           | 0          |
| M. Šverko     | 33+4             | 0                | 9+1              | 1                | 1            | 0            | 1            | 0            | 38       | 0      | 11          | 1          |
| M. Svoboda    | 19+4             | 0                | 1                | 0                | 0            | 0            | 0            | 0            | 23       | 0      | 1           | 0          |
| T. Tessmann   | 37+4             | 6+1              | 7+1              | 0                | 1            | 0            | 0            | 0            | 42       | 7      | 8           | 0          |
| M. Ullmann    | 4                | 0                | 1                | 0                | 0            | 0            | 0            | 0            | 4        | 0      | 1           | 0          |
| F. Zampano    | 35+3             | 1                | 7+1              | 1                | 1            | 0            | 0            | 0            | 39       | 1      | 8           | 1          |